# Сюльтінська сільська рада
Сю́льтінська сільська рада (рос. Сюльтинский сельский совет) — муніципальне утворення у складі Ілішевського району Башкортостану, Росія. Адміністративний центр — село Сюльтіно.

## Населення
Населення — 537 осіб (2019, 645 у 2010, 718 у 2002).

## Склад
До складу поселення входять такі населені пункти:
| Населений пункт       | Населення, осіб (2002) | Населення, осіб (2010) |
| --------------------- | ---------------------- | ---------------------- |
| Лена, присілок        | 29                     | 25                     |
| Новоаташево, присілок | 98                     | 79                     |
| Сюльтіно, село        | 367                    | 339                    |
| Янтуганово, присілок  | 224                    | 202                    |